# Fachverkäufer im Lebensmittelhandwerk
Fachverkäufer im Lebensmittelhandwerk ist ein in Deutschland nach dem Berufsbildungsgesetz anerkannter Ausbildungsberuf mit einer Ausbildungsdauer von drei Jahren. Es existieren die drei Fachrichtungen Fleischerei, Bäckerei sowie Konditorei.
Arbeitsorte sind Betriebe des Lebensmittelhandwerks, je nach gewählter Fachrichtung Fleischereien, Bäckereien oder Konditoreien, sowie entsprechende Abteilungen großer Supermärkte. Auch die Gastronomie bietet unter Umständen Arbeitsplätze.
Fachverkäufer im Lebensmittelhandwerk  verkaufen Lebensmittel sowie zum Teil auch Snacks, indem sie Kunden bedienen und beraten.
Im Ausbildungsjahr 2017 lernten insgesamt 12.768 weibliche und 2.412 männliche Auszubildende einen Beruf als Fachverkäufer im Lebensmittelhandwerk, davon hatten 5.022 weibliche und 1.119 männliche Auszubildende die Ausbildung neu begonnen.